# Трофей чемпионов по хоккею на траве среди женщин 2000
Трофей чемпионов по хоккею на траве среди женщин 2000 (англ. 2000 Women's Hockey Champions Trophy) — 8-й розыгрыш Трофея чемпионов по хоккею на траве среди женских сборных команд. Турнир прошёл с 26 мая по 3 июня 2000 года на стадионе «Wagener Stadium» в городе Амстелвен, Нидерланды.
Одновременно и в одном городе с женским турниром проводился, как и в 1999 году, турнир среди мужчин.
Победителями Трофея чемпионов (во 2-й раз в своей истории) стала сборная Нидерландов, победившая в финале сборную Германии со счётом 3:2. Бронзовым призёром чемпионата стала сборная Австралии, обыгравшая в матче за 3-е место сборную Аргентины со счётом 1:0.
Начиная с этого розыгрыша турнир начал проводиться с интервалом в один год; этот интервал между турнирами поддерживался до турнира 2014 года, когда интервал вновь был изменён на два года в связи с учреждением ФИХ ещё одного турнира — «Мировая лига по хоккею на траве».

## Квалификация
Команды, квалифицированные для участия на турнире Международной федерацией (ФИХ):
- Нидерланды — сборная страны, где проводится турнир
- Австралия — 1-е место на чемпионате мира 1998, Трофее чемпионов 1999 и летней Олимпиаде 1996
- Германия — 3-е место на чемпионате мира 1998
- Аргентина — 4-е место на чемпионате мира 1998
- Новая Зеландия — 6-е место на чемпионате мира 1998
- ЮАР — 7-е место на чемпионате мира 1998

## Результаты игр
Время начала матчей дается по UTC+02:00

### Первый раунд (игры в группе)
| Команда        | И | В | Н | П | ГЗ | ГП | +/- | Очки |
| -------------- | - | - | - | - | -- | -- | --- | ---- |
| Нидерланды     | 5 | 4 | 0 | 1 | 10 | 4  | +6  | 12   |
| Германия       | 5 | 3 | 1 | 1 | 9  | 7  | +2  | 10   |
| Австралия      | 5 | 3 | 0 | 2 | 15 | 5  | +10 | 9    |
| Аргентина      | 5 | 2 | 1 | 2 | 7  | 8  | -1  | 7    |
| Новая Зеландия | 5 | 0 | 2 | 3 | 5  | 13 | -8  | 2    |
| ЮАР            | 5 | 0 | 2 | 3 | 6  | 15 | -9  | 2    |

     Проходят в финал
     Проходят в матч за 3-4 место
     Проходят в матч за 5-6 место

### Классификация

#### Матч за 5-е и 6-е места
| 3 июня 2000 11:00 | \| Новая Зеландия \| 0 – 2 \| ЮАР \| | .   |
| Новая Зеландия    | 0 – 2                                | ЮАР |

#### Матч за 3-е и 4-е места
| 3 июня 2000 12:30 | \| Австралия \| 1 – 0 \| Аргентина \| | .         |
| Австралия         | 1 – 0                                 | Аргентина |

#### Финал
| 3 июня 2000 15:00 | \| Нидерланды \| 3 – 2 \| Германия \| | .        |
| Нидерланды        | 3 – 2                                 | Германия |

### Награды
| Номинация                                       | Игрок / Команда         |
| ----------------------------------------------- | ----------------------- |
| Лучший бомбардир (5 голов)                      | Nadine Ernsting-Krienke |
| Самый ценный игрок (MVP)                        | Лусиана Аймар           |
| Лучший вратарь                                  | Minke Smabers           |
| Приз команде за честную игру (Fair Play Trophy) | Австралия               |

## Статистика

### Итоговая таблица
| Место | Сборная        |
| ----- | -------------- |
| 1     | Нидерланды     |
| 2     | Германия       |
| 3     | Австралия      |
| 4     | Аргентина      |
| 5     | ЮАР            |
| 6     | Новая Зеландия |